# Combat de Barquilla
Guerre d'indépendance espagnole
Batailles
- Astorga (03-1810)
- Ciudad Rodrigo (04-1810)
- Barquilla (07-1810)
- La Côa (07-1810)
- Almeida (07-1810)
- Villagarcia (08-1810)
- Trant
- Fuente de Cantos (09-1810)
- Buçaco (09-1810)
- Torres Vedras
- Pombal (03-1811)
- Redinha (03-1811)
- Condeixa
- Casal Novo (03-1811)
- Foz de Arouce (03-1811)
- Sabugal (04-1811)
- Fuentes de Oñoro (05-1811)
- Almeida  (04-1811)

Le combat de Barquilla se déroule le 11 juillet 1810 à proximité de Villar de Puerco en Espagne, dans le cadre de la guerre d'indépendance espagnole. Il oppose la cavalerie britannique du général Robert Craufurd à un détachement français commandé par le capitaine Pierre Gouache. Deux jours après la fin du siège de Ciudad Rodrigo, Craufurd décide d'attaquer un petit contingent français parti à la recherche d'approvisionnements. Les soldats français, formés en carré, repoussent les cavaliers britanniques et parviennent à se retirer indemnes. 

## Contexte
Lors du siège de Ciudad Rodrigo par les Français, la division anglo-portugaise du général Robert Craufurd est repoussée sur Fort Concepcion et ne peut venir au secours de la place qui capitule le 10 juillet 1810. À la même époque, les Impériaux lancent régulièrement des raids sur les positions alliées au-delà de l'Águeda afin d'y trouver des approvisionnements. 
En réaction, Craufurd rassemble six escadrons de cavalerie, douze compagnies d'infanterie et deux canons afin de tendre une embuscade à ses adversaires non loin des villages de Barquilla et de Villar de Puerco. La cavalerie britannique se compose des 14e et 16e régiments de dragons légers ainsi que du 1er régiment de hussards de la King's German Legion. Elle est soutenue par cinq compagnies du 95th Rifles, deux compagnies du 52e régiment d'infanterie et le 3e bataillon de caçadores portugais. La présence en retrait de trois compagnies du 43e régiment d'infanterie est également attestée.  
Le 11 juillet, aux premières heures de la matinée, les Britanniques se heurtent à un détachement français envoyé en expédition par le général Roch Godart. Cette troupe, en nette infériorité numérique, est commandée par le capitaine Pierre Gouache et comprend 300 fantassins du 3e bataillon du 22e régiment d'infanterie de ligne, accompagnés d'une trentaine de dragons. Fletcher évoque un effectif total de 200 à 300 hommes.

## Déroulement du combat

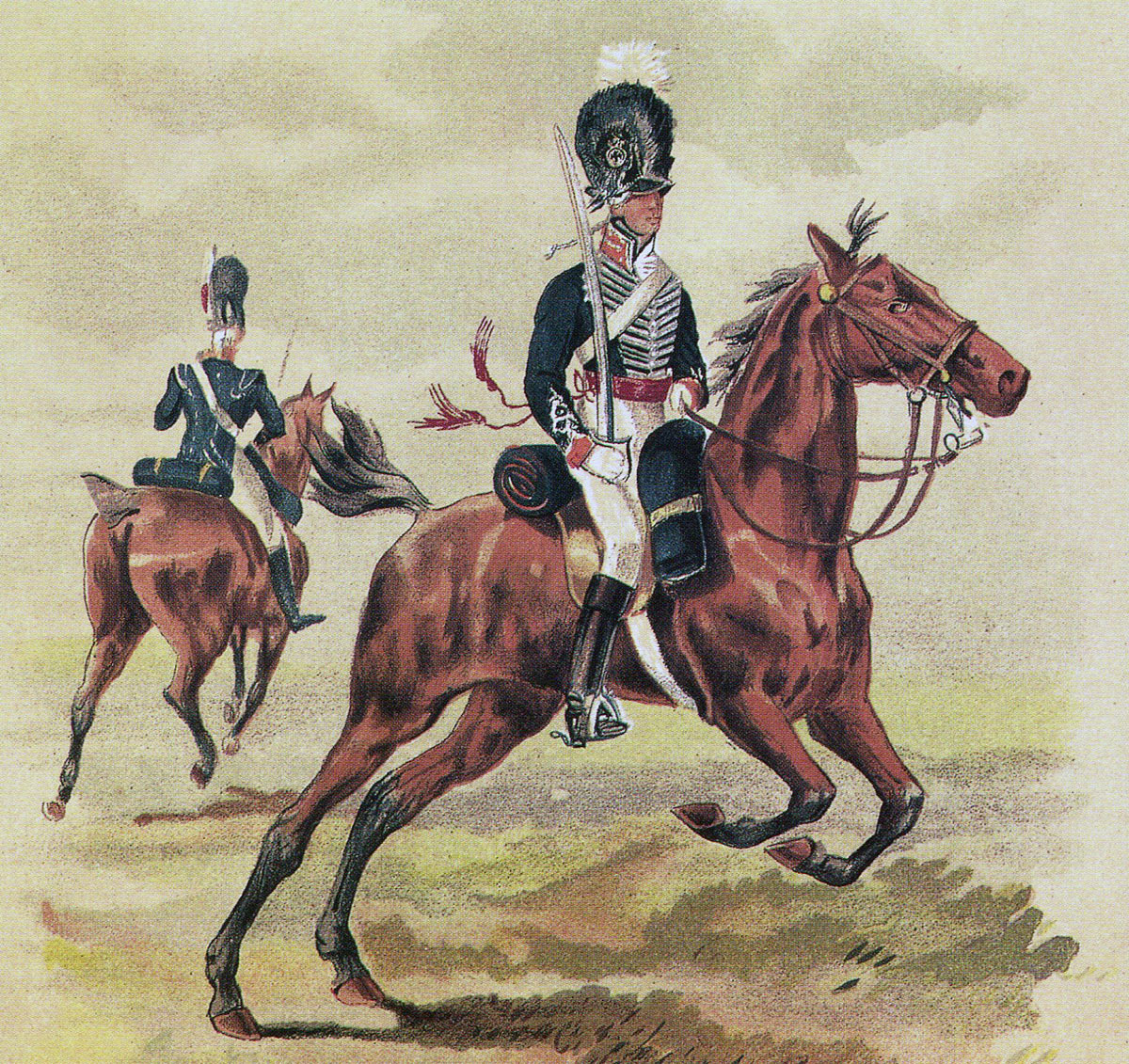
Officiers du 14e régiment de dragons légers britannique.

Craufurd engage trois escadrons de cavalerie, ceux du 1er hussards de la KGL et des 14e et 16e dragons légers, face à l'infanterie française qui s'est réfugiée dans un champ de maïs. La première attaque est menée par les hussards de la King's German Legion. L'infanterie française se forme en carré et ouvre le feu à cinquante mètres sur les cavaliers britanniques, dont onze sont mis hors de combat. Ces derniers, conduits par le capitaine Krauchenberg, ne s'arrêtent pas pour autant, dépassent le carré et font prisonnier le détachement de cavalerie français. 
Au même moment, le 16e dragons légers entre à son tour dans l'action mais est tenu en échec par le carré français. Le 14e dragons légers, sous les ordres du lieutenant-colonel Talbot, lance une troisième attaque qui est repoussée par une salve à bout portant des fantassins impériaux. Talbot et sept de ses hommes sont tués. Certains cavaliers britanniques désarçonnés doivent s'enfuir à pied mais sont épargnés par Gouache qui ordonne à ses hommes d'interrompre leur tir. Gouache parvient finalement à se retirer sur Seixmeiro avec ses hommes et à regagner les lignes françaises, où il est acclamé en héros.

## Bilan et conséquences
Malgré la capture de 31 prisonniers, le combat est un échec pour Craufurd. La cavalerie britannique a perdu neuf tués et 23 blessés et n'a pas réussi à vaincre une force très inférieure en nombre, laquelle a pu se retirer sans aucune perte. L'historien Ian Fletcher estime que l'affaire a été « mal gérée » par Craufurd qui est également critiqué pour ne pas avoir utilisé son infanterie et son artillerie contre les Français. Sa réputation en sort diminuée mais il se rachète quelques semaines plus tard à la bataille de la Côa. De son côté, le capitaine Gouache reçoit une promotion et son acte de bravoure est loué tant par les Français que par les Britanniques, y compris Wellington lui-même. Selon Fletcher, il est décoré de la Légion d'honneur par le maréchal Masséna, mais Horward écrit que cette distinction a en fait été remise à un de ses sergents.